# Eupeodes epicharus
Eupeodes epicharus är en tvåvingeart som beskrevs av He 1992. Eupeodes epicharus ingår i släktet fältblomflugor, och familjen blomflugor. Inga underarter finns listade i Catalogue of Life.